# 18923 Jennifersass
18923 Jennifersass je asteroid glavnog pojasa, s periodom ophoda oko Sunca od 3.5 godine. Otkrio ga je projekt LINEAR.
Dobio je ime po Jennifer Rose Sass, 15-godišnjoj učenici koja je te godine osvojila 3. mjesto za svoj projekt iz zoologije, na Intel-ovom znanstvenom natjecanju.

## Vanjske poveznice
- (engl.) Podaci o asteroidu 18923 Jennifersass
- (engl.) Orbita asteroida 18923 Jennifersass

… | 2000 PU12 | 18923 Jennifersass | 18924 Vinjamoori  | …